# Sant Martí d'Escalarre
Sant Martí d'Escalarre és l'església parroquial romànica del poble d'Escalarre, en el terme municipal de la Guingueta d'Àneu, a la comarca del Pallars Sobirà. Pertany al territori de l'antic terme d'Unarre. Està situada a uns 150 metres al sud del poble, aïllada enmig d'uns camps.

## Història
Es tracta d'una església documentada des del segle xiv, en documents del Deganat de la Vall d'Àneu, al qual pertanyia, tot i que la factura de l'església presenta característiques indubtablement anteriors. Arribà a tenir el servei de 4 co-rectors, el 1770.
Devia ser un edifici de planta basilical, de tres naus, de les quals es conserven la central, ara meridional, i la septentrional. Presenta dos absis semicirculars a llevant, un dels quals actualment convertit en sagristia. La coberta és de volta de canó, acusadament apuntada.
És especialment interessant la portalada, formada per dues arcades en degradació, amb interessants escultures, datable al segle xii o principis del xiii. A l'interior es conserva una pica baptismal romànica amb decoració geomètrica.

## Descripció
Església d'una sola nau. Originàriament estava rematada a l'est per tres absis semicirculars, decorats exteriorment per bandes i arcuacions cegues, però actualment només es conserven el central i el lateral nord, amb les finestres de mig punt pràcticament encegades.

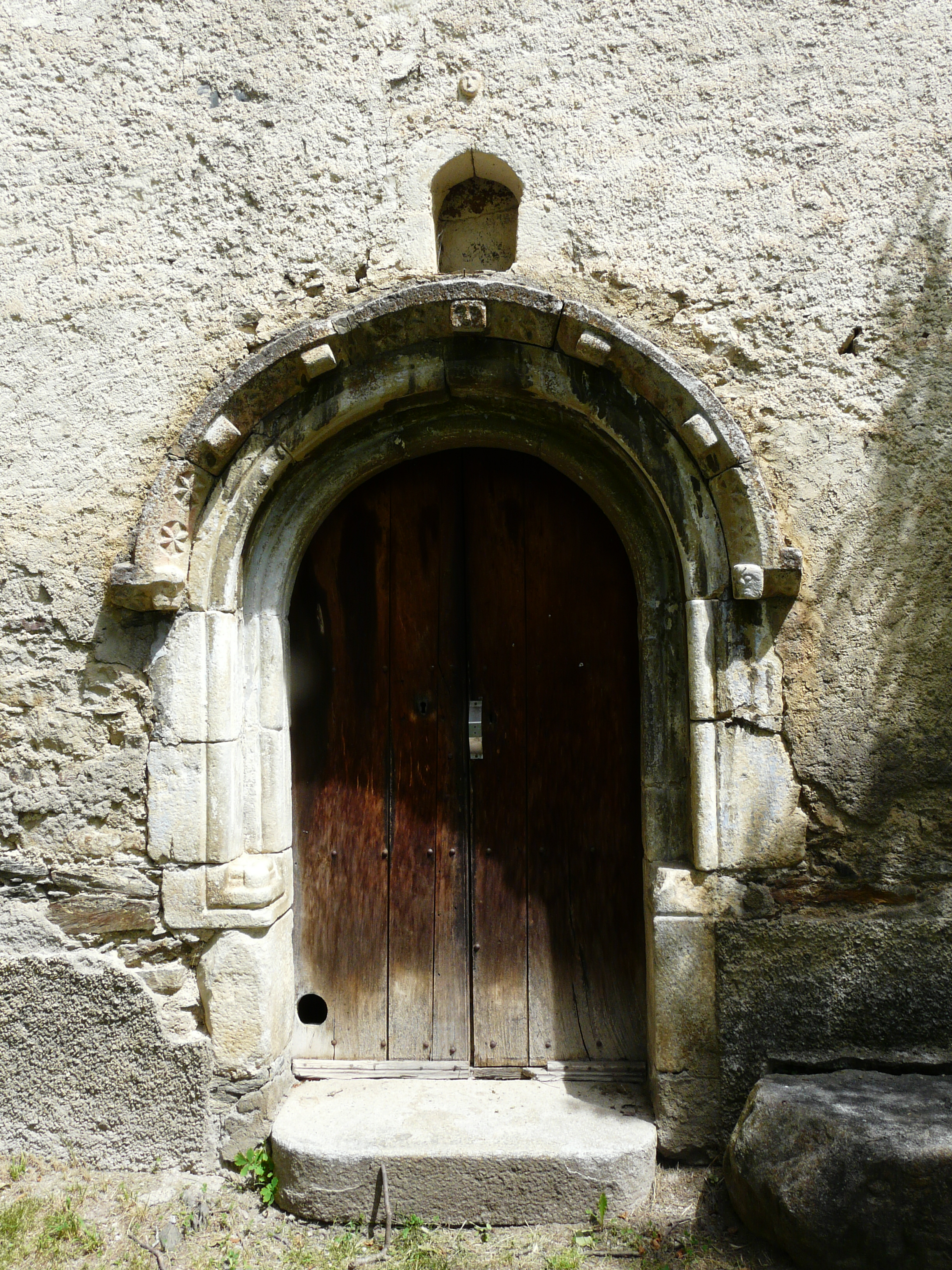
Porta occidental

La nau central és coberta per volta d'arestes i està dividida en quatre trams. Entre aquesta i l'absis central s'interposa un presbiteri. Els absis laterals han estat transformats en capelles.
A l'extrem oest es troba la porta amb arc de mig punt amb dues arquivoltes en degradació. L'externa descansa sobre impostes decorades amb rosetes dins de cercles alternant amb bossells i a la dovella central una testa humana. L'arquivolta interna és decorada amb tors o bossells. Sobre mateix de la porta hi ha una petita fornícula, per damunt la qual s'obre un ull de bou. Remata la façana una espadanya de dos ulls.